# Uollega
L'Uollega, chiamato anche Uollegà o Uolleggà, (in amarico ወለጋ, Wäläga; in galla: Wållaggê è una regione storica dell'Etiopia occidentale, con capoluogo Lechemti.
La provincia di Uollega, esistita dal 1942 al 1994, prendeva il nome dagli Oromo Uollega, che costituivano la maggioranza della popolazione all'interno dei suoi confini.

## Geografia
L'Uollega confinava a ovest con il Sudan anglo-egiziano e a nord con il fiume Abbay, che la delimitava anche dalla provincia di Gojjam. A est si trovava la provincia dello Scioa, a sud-est la provincia di Kaffa e a sud la provincia di Illubabor.

## Storia
La regione fu governata da Gasa Umar di Adal nel XVI secolo.
Durante l'occupazione italiana fece parte del Governatorato di Galla e Sidama.
Dopo la liberazione dell'Etiopia dall'occupazione italiana in Africa Orientale nel 1941 durante la Seconda guerra mondiale, le seguenti province furono assegnate alla provincia di Uollega per semplificare l'amministrazione: le aree semi-autonome di Asosa, Beni Shangul, Leqa Nekemte e Leqa Kellam, oltre alla provincia di Sibu. Nel 1974, la provincia di Wallega è stata trasformata in regione, come tutte le province dell'Etiopia.
I confini dell'Uollega  rimasero invariati fino all'adozione della Costituzione della Repubblica Federale Democratica di Etiopia nel 1995, quando la regione venne ulteriormente suddivisa. Alcune parti del suo territorio sono diventate la Zona Asosa e la Zona Kamashi della Regione Benishangul-Gumuz. Il resto è entrato a far parte della Zona Mirab-Welega, della Zona Misraq-Welega e della Zona Illubabor della Regione di Oromia.

## Suddivisioni
L'Uollega era suddivisa in sei woreda:
- Asosa
- Kelem
- Ghimbi
- Arjo
- Nekemte
- Horo Guduru